# مطار تروندهايم، فارنيس
مطار تروندهايم، فارنيس (بالنرويجية: Trondheim lufthavn، Værnes‏)(إياتا: TRD، إيكاو: ENVA) هو مطار دولي يخدم تروندهايم، وهي مدينة وبلدية في مقاطعة سور تروندلاغ، النرويج. ويقع المطار في فارنيس، وهي قرية تقع في بلدية ستيوردال في مقاطعة نور تروندلاغ، على بعد 10 ميلا بحريا (19 كيلومترا؛ 12 ميلا) إلى الشرق من تروندهايم. تديره شركة أفينور المملوكة للدولة، وهو يتقاسم مرافق مع محطة فارنيس الجوية التابعة للقوات الجوية الملكية النرويجية. وفي عام 2014، كان للمطار 4،416،681 راكبا و60،934 حركة جوية، مما يجعله رابع أكثر المطارات ازدحاما في البلاد.

## شركات الطيران والوجهات
| شركـات طيـران                   | الوجهات |
| ------------------------------- | --- |
| طيران البلطيق                   | موسمي: مطار ريغا الدولي |
| Braathens International Airways | موسمي عارض: مطار كناريا الكبرى (تبدأ في 28 يونيو 2023)، مطار لارنكا الدولي |
| فين إير                         | مطار هلسنكي فانتا |
| الخطوط الجوية الملكية الهولندية | مطار سخيبول أمستردام |
| آير شاتل النرويجية              | مطار أليكانتي، Bergen، مطار كراكوف، مطار غاتويك، مطار أوسلو-غاردرموين، مطار ستافانغر الدولي موسمي: مطار برلين براندنبرغ، مطار كوبنهاغن، مطار كناريا الكبرى، مطار مالقة الدولي، مطار نيس كوت دازور، مطار ريغا الدولي، مطار سبليت موسمي عارض: Burgas، Chania، مطار كناريا الكبرى، مطار لارنكا الدولي، مطار ميورقة، Rhodes |
| الخطوط الجوية الإسكندنافية      | Bergen، Bodø، مطار كوبنهاغن، Haugesund، مطار أوسلو-غاردرموين، مطار ستافانغر الدولي، مطار ستوكهولم أرلاندا موسمي: مطار أليكانتي، مطار سبليت، Tromsø موسمي عارض: Burgas، Chania، مطار كناريا الكبرى، Rhodes، مطار سانتوريني (ثيرا) الوطني                                                                                 |
| Sunclass Airlines               | موسمي عارض: مطار أنطاليا، Chania، مطار كناريا الكبرى، مطار ميورقة، Rhodes، مطار تينيريفي الجنوبي، Varna |
| Widerøe                         | Ålesund، Bergen، Bodø، Brønnøysund، Harstad/Narvik، Kristiansand، Mo i Rana، Mosjøen، Namsos، مطار أوسلو-غاردرموين، Rørvik، مطار ساندفيورد، تورب، Sandnessjøen، Tromsø |
| ويز للطيران                     | مطار غدانسك ليخ فاونسا |

## وصلات خارجية
- ENVASPOTTER، enthusiast site
- تاريخ الحوادث لـ (TRD) على شبكة سلامة الطيران.